# Championnat du monde de rallycross FIA

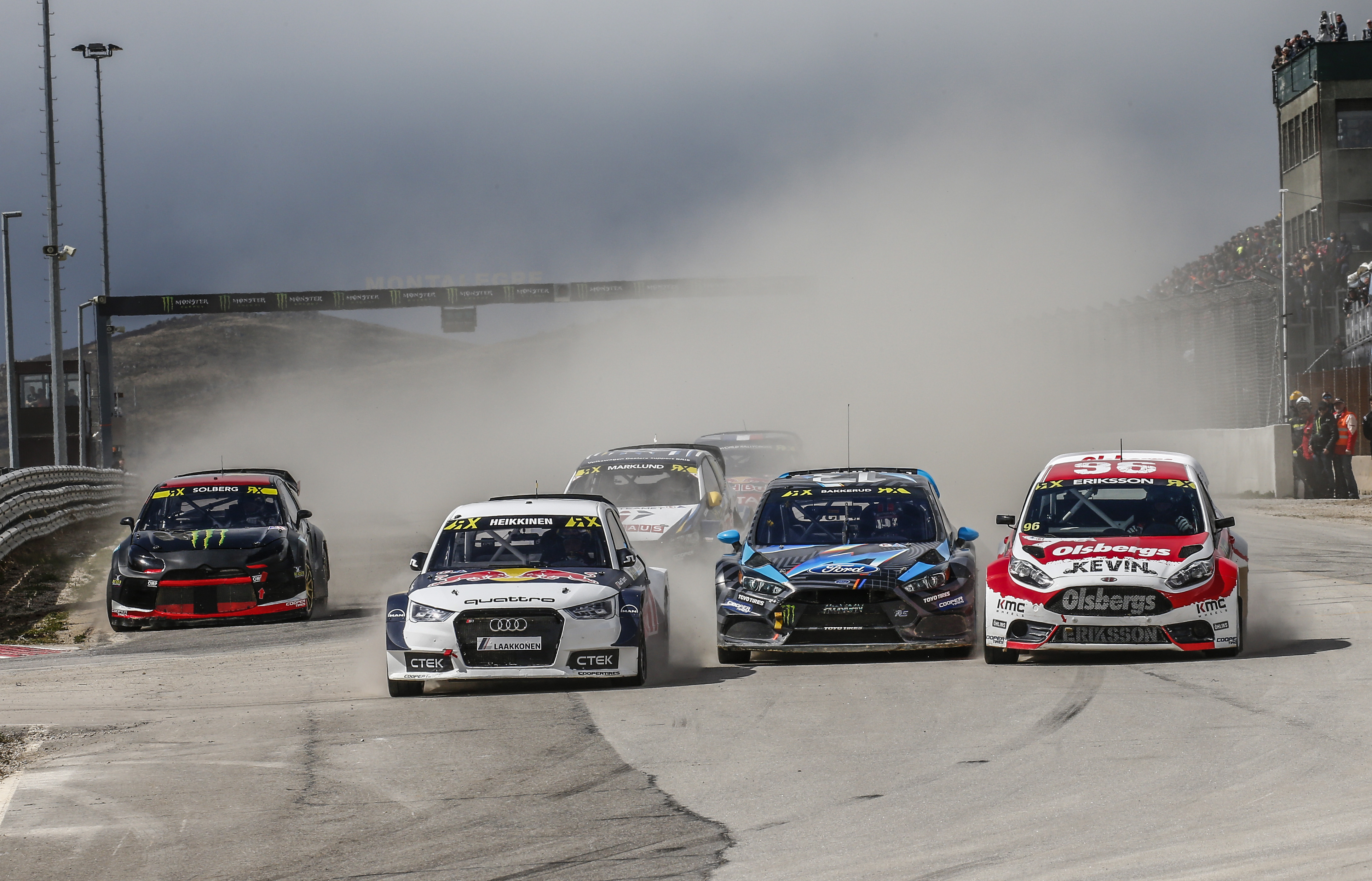
Première épreuve du championnat 2016.

Le Championnat du monde de rallycross (FIA World Rallycross Championship ou World RX) est une compétition de rallycross créée par la Fédération internationale de l'automobile (FIA) en 2014.

## Épreuves
Le championnat comporte douze événements se tenant sur des circuits fermés dont la surface est mixte, avec une partie en terre et l'autre en asphalte. Chaque événement se dispute sur deux jours en quatre manches qualificatives, deux demi-finales, et une finale.
Le championnat d'Europe de rallycross se déroule parfois le même week-end lors de certaines épreuves européennes du championnat du monde.

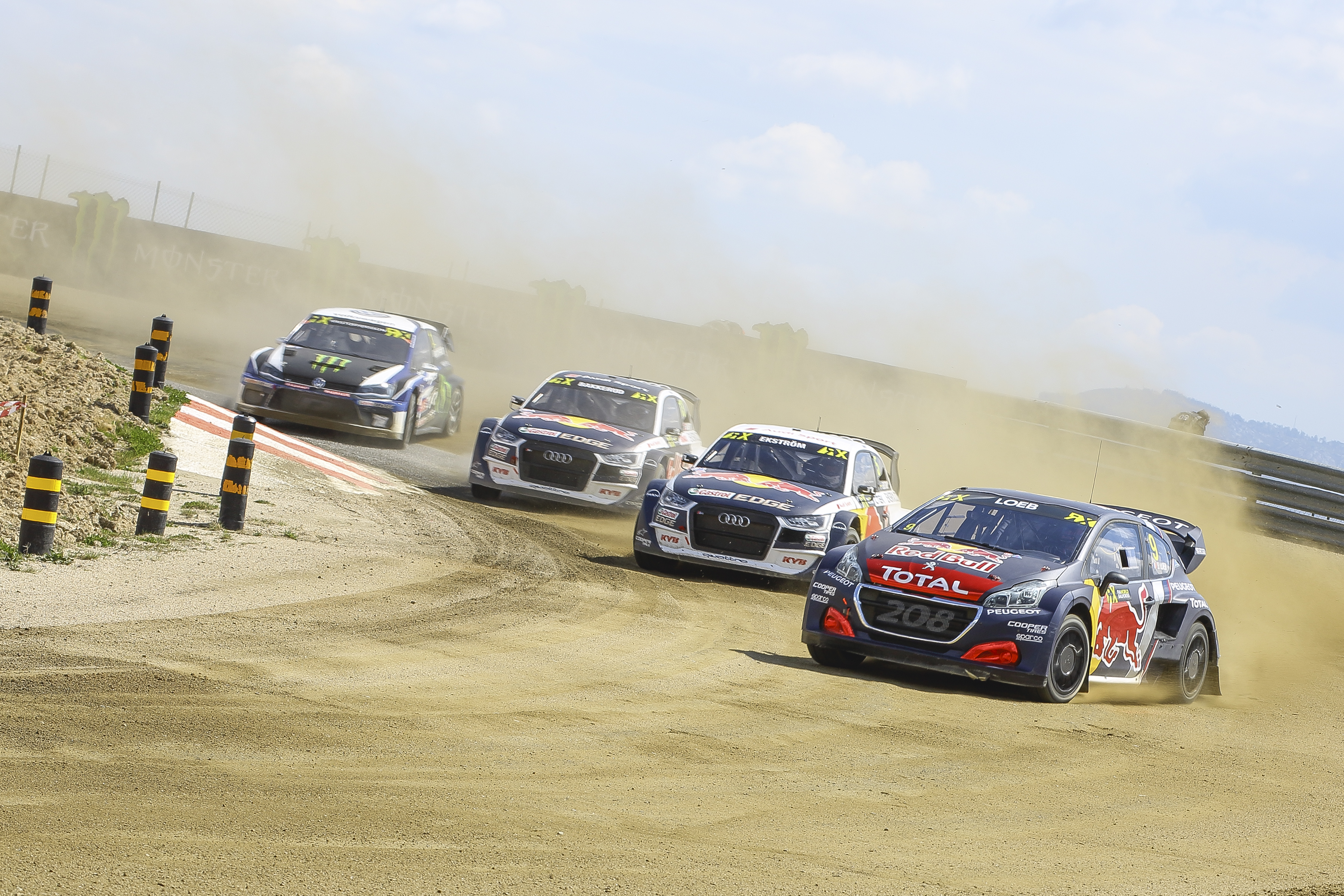
Qualification pendant le World RX du Portugal en 2018

## Histoire

### Progression rapide du rallycross (2013)
En 2013, l'entreprise américaine International Management Group (IMG) rachète les droits du championnat d'Europe de rallycross et le médiatise très rapidement. Anticipant le grand potentiel de cette discipline, le champion du monde des rallyes Petter Solberg participe au championnat d'Europe de rallycross dès la saison 2013. Les autres compétiteurs majeurs sont le Russe Timur Timerzyanov (double champion d'Europe en 2012 et 2013) ou encore le Français Davy Jeanney (vice-champion d'Europe en 2013).

### Les premières années (2014-2018)
En 2014, IMG crée avec la Fédération internationale de l'automobile le championnat du monde de rallycross. Dès sa création il séduit plusieurs grandes stars, des pilotes tels Jacques Villeneuve, Ken Block ou Tanner Foust. Avec l’intérêt croissant de la discipline, des pilotes de renom testent la discipline en 2015 tel que Mattias Ekström, Yvan Muller ou Guerlain Chicherit.
La première course de l'histoire de ce championnat, à lieu au Portugal sur la piste de Pista Automóvel de Montalegre (en), la finale est remportée par Petter Solberg sur une Citroën DS3 qui devient le premier vainqueur de cette catégorie, podium complété par Andreas Bakkerud et Reinis Nitišs.
La médiatisation croissante du championnat du monde de rallycross , notamment grâce au spectacle offert par la discipline (courses sprint en peloton, jumps, dérapages, accrochages, proximité avec le public, etc.), attire dès sa première année d'existence plusieurs constructeurs automobiles. L'équipe Olsbergs MSE, soutenu par Ford Racing, devient champion du monde constructeur en 2014, suivi en 2015 par le Team Peugeot-Hansen.
En 2016, le pilote américain Ken Block annonce son arrivée en World RX pour y disputer la saison entière  avec sa structure Hoonigan Racing Division soutenue officiellement par Ford. Le pilote français Sébastien Loeb, 9 fois champion du monde des rallyes annonce sa participation au World RX avec l'équipe officielle Peugeot-Hansen . Le 24 septembre 2016, le promoteur du championnat annonce l'arrivée d'une épreuve en Afrique du Sud au Cap dès la saison 2017.
À la suite de l’arrêt de leurs programmes respectifs en WRC et en WEC fin 2016, Volkswagen et Audi décident de s'impliquer officiellement en World RX à partir de 2017,. Le total de constructeurs officiellement engagés en rallycross est pour la première fois supérieur au WRC (4 contre 3).
Le World RX séduit également plusieurs circuits internationaux, accueillant notamment la Formule 1, qui décident de tracer des pistes terre en parallèle de leurs pistes asphaltes. L'Otodrom Istanbul Park est le premier à se lancer en 2014, suivit en 2015 du Circuit de Barcelone et du Hockenheimring. 2018 voit l'arrivée du Circuit de Silverstone pour l'épreuve anglaise, ainsi que la première épreuve aux États-Unis sur le Circuit des Amériques . Les Émirats arabes unis accueillent à partir de 2019 le World RX en ouverture du championnat sur le Circuit Yas Marina , tandis que l'épreuve belge déménage sur le Circuit de Spa-Francorchamps avec une piste qui emprunte le célèbre Raidillon de l'Eau Rouge .
En 2021, le promoteur du championnat change, WRC Promoteur remplace IMG.

### Transition vers l'électrique compliqué (depuis 2018)
Le 4 octobre 2017, Peugeot Sport officialise son intention de rester impliqué sur la durée en rallycross avec Sébastien Loeb, et même d'y intensifier sa présence . Jean-Philippe Imparato, directeur de Peugeot, explique cette décision par l'arrivée d'une catégorie électrique dans le championnat à l'horizon 2020. Le même jour, Ford officialise l’arrêt de son programme rallycross avec le Hoonigan Racing Division de Ken Block après la saison 2017, tout en n'excluant pas de revenir dans la discipline lorsque la catégorie électrique sera créée.
C'est lors du conseil mondial annuel du 7 juin 2018 que la FIA officialise la transition de la catégorie reine Supercar du thermique vers l'électrique en 2020, sous réserve d'engagements officiels de trois constructeurs. Les véhicules utiliseront un châssis carbone commun à toutes les équipes fourni par Oreca ainsi que des batteries communes fournies par le département ingénierie de Williams. Chaque voiture sera équipée d'un moteur électrique sur chaque essieu avec une puissance cumulée de plus de 650cv. La FIA a aussi confirmé que les équipes privées pourront s'engager dans ce championnat électrique en se soumettant au règlement technique.
IMG annonce le 16 août 2018 le report du championnat électrique à 2021 pour permettre aux constructeurs intéressés de mieux se préparer . Cette décision incite Peugeot à se retirer de la discipline, arguant que cette électrification repoussée ne correspond plus avec le calendrier des lancements de la marque,.
La transition du championnat à l'électrique est abandonnée le 2 avril 2019, le nombre de constructeurs souhaités n'ayant pas été atteint. Cependant, une nouvelle catégorie de véhicules électriques en plus du supercar thermique est créée en 2020 et se produit sur quelques manches du championnat. La voiture destinée à cette nouvelle formule électrique a été dévoilée en septembre 2019 à Riga.

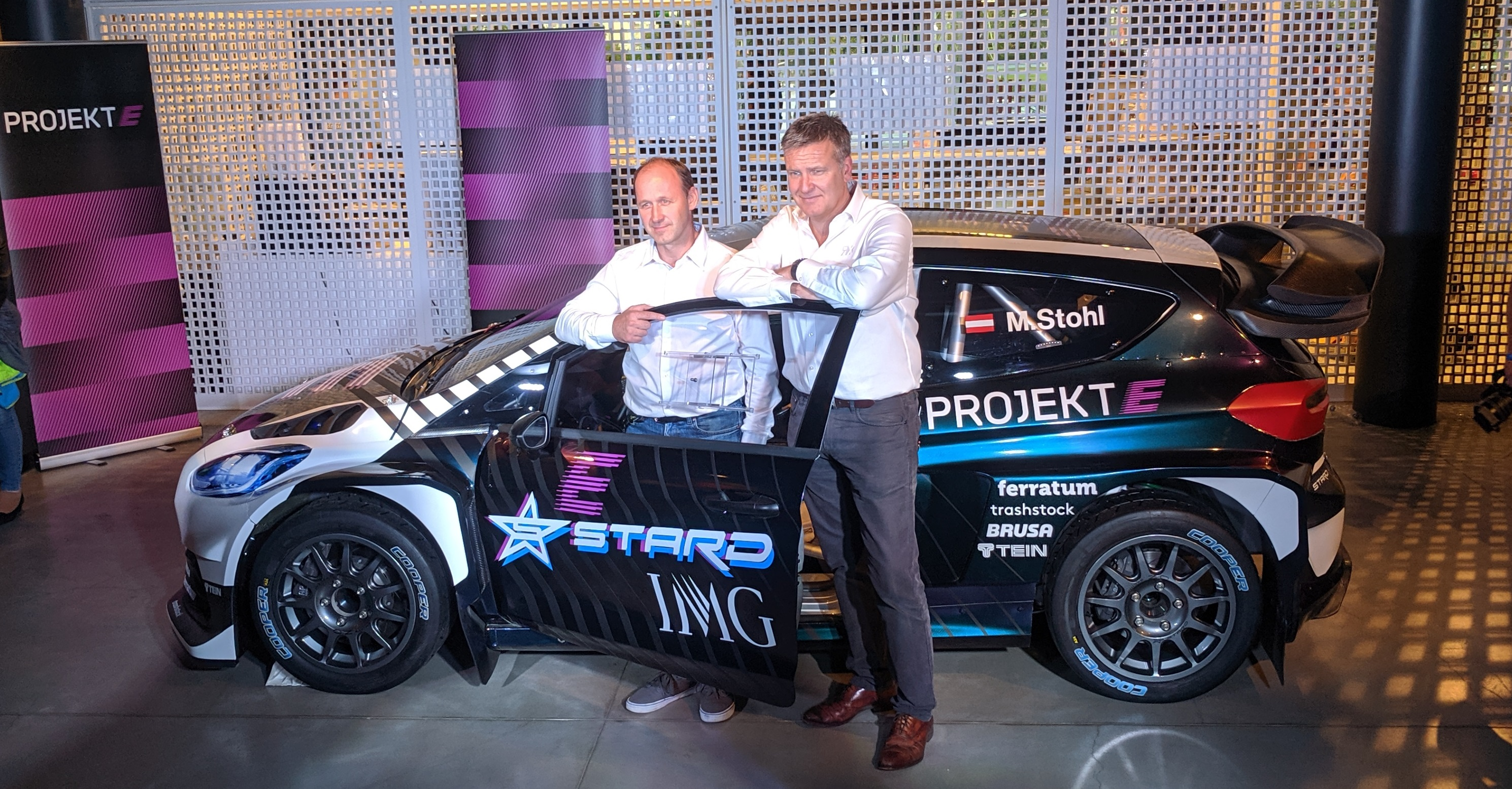
Voiture destinée au Projekt E, développée par la structure STARD.

## Voitures
Le championnat se dispute en catégorie RX1 (anciennement Supercar). Une division électrique monotype appelée « RX2e » (anciennement Supercar Lites) se déroule également sur plusieurs manches du championnat.
- RX1 : voiture de série largement modifiée proches des WRC et R5, avec quatre roues motrices, propulsée par un moteur de 2 L turbocompressé développant 600 ch et 850 N m de couple ;
- RX2e : catégorie de support, composé de véhicules électriques identiques à compter de 2021 et mis au point par Olsbergs MSE et QEV Technologies, combiné avec deux moteurs électriques, elle développe 250 kW soit 335 ch et 460 N m de couple.

Les catégories RX3 (traction, moteur atmosphérique 1,6 L de 220 ch) et Touring car (propulsion, moteur atmosphérique de 280 ch) inscrites sur les épreuves sont engagées dans le championnat d'Europe.
Les dénominations des catégories en rallycross évoluent à partir de 2021, le Supercar devient le RX1, le RX1e apparaît pour l'arrivée future de l'électrique en catégorie reine, le RX2 est renommé RX2e pour le passage en électrique et le Super 1600 est renommé RX3.

## Format

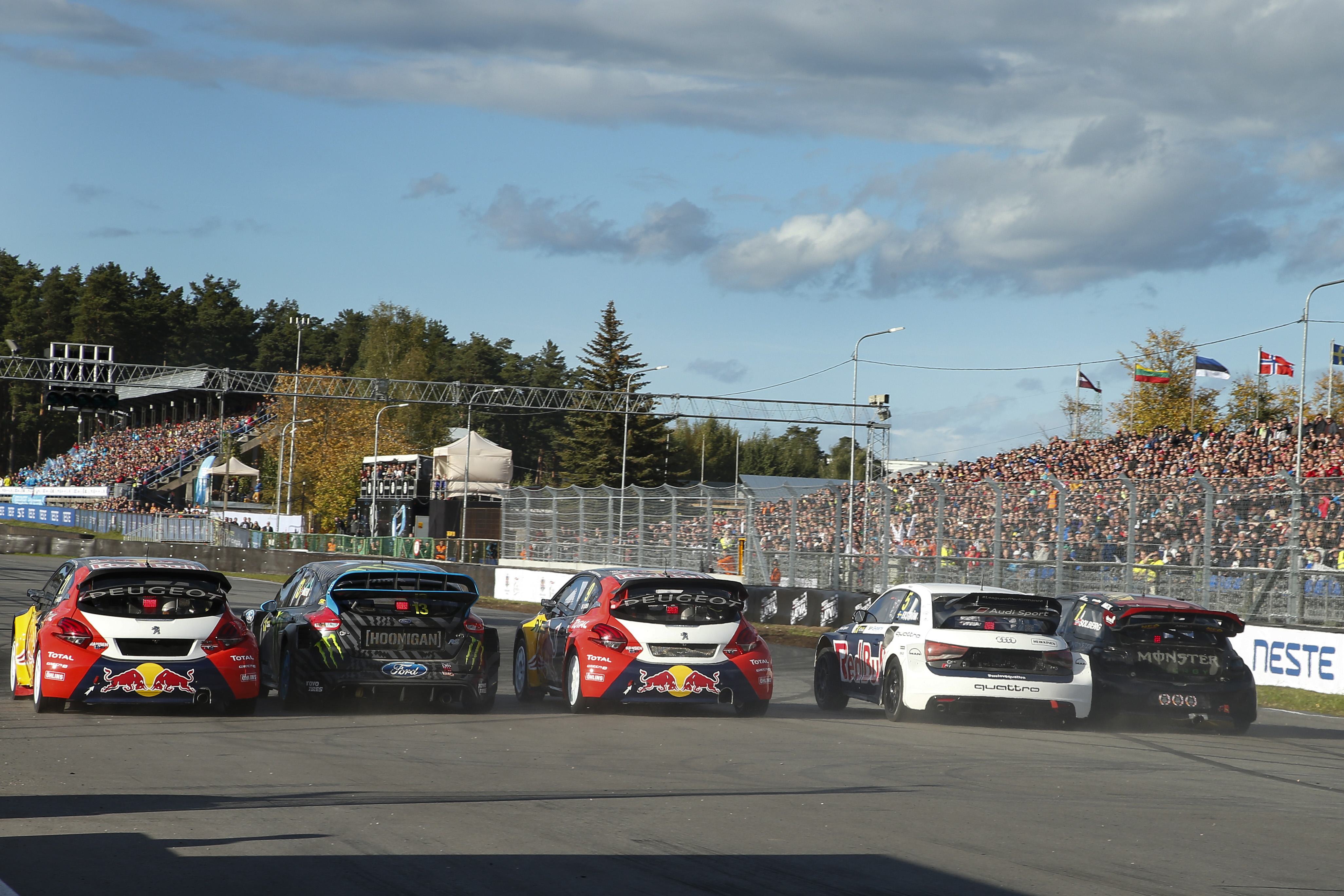
Départ d'une manche qualificative.

Le championnat se déroule sur 12 courses de deux jours sur des circuits fermés avec surfaces mixtes. Chaque course comprend :
- 4 Qualifications : Entre 3 et 5 voitures s'élancent de front sur 4 tours, le pilote le plus rapide sur le total des 4 tours prend la tête d'un classement. Des points intermédiaires sont attribués suivant l'ordre de ce classement. À la fin des 4 qualifications, les points sont additionnés et les 12 premiers pilotes se qualifient pour les phases finales.
- 2 Demi-Finales : Six voitures courent dans chaque demi-finale sur 6 tours. Les trois premiers arrivés sont qualifiés pour la finale.
- Finale : La finale se déroule sur 6 tours, le vainqueur de la finale remporte l'épreuve.

## Palmarès
| Saison | Championnat pilotes Supercar | Championnat pilotes Supercar  | Championnat pilotes Supercar | Championnat équipes Supercar | Championnat équipes Supercar | RX2                 |
| Saison | Pilote                       | Équipe                        | Voiture                      | Équipe                       | Voiture                      | RX2                 |
| ------ | ---------------------------- | ----------------------------- | ---------------------------- | ---------------------------- | ---------------------------- | ------------------- |
| 2014   | Petter Solberg               | PSRX                          | Citroën DS3                  | Olsbergs MSE                 | Ford Fiesta ST               | Kevin Eriksson      |
| 2015   | Petter Solberg (2)           | PSRX                          | Citroën DS3                  | Team Peugeot-Hansen          | Peugeot 208 WRX              | Kevin Hansen        |
| 2016   | Mattias Ekström              | EKS RX                        | Audi S1 RX                   | EKS RX                       | Audi S1 RX                   | Cyril Raymond       |
| 2017   | Johan Kristoffersson         | PSRX Volkswagen Sweden        | Volkswagen Polo GTI RX       | PSRX Volkswagen Sweden       | Volkswagen Polo GTI RX       | Cyril Raymond       |
| 2018   | Johan Kristoffersson         | PSRX Volkswagen Sweden        | Volkswagen Polo GTI RX       | PSRX Volkswagen Sweden       | Volkswagen Polo GTI RX       | Oliver Eriksson     |
| 2019   | Timmy Hansen                 | Team Hansen MJP               | Peugeot 208 WRX              | Team Hansen MJP              | Peugeot 208 WRX              | Oliver Eriksson     |
| 2020   | Johan Kristoffersson         | Volkswagen Dealerteam BAUHAUS | Volkswagen Polo V GTI RX     | KYB Team JC                  | Audi S1 RX                   | Henrik Krogstad     |
|        | Championnat pilotes RX1      | Championnat pilotes RX1       | Championnat pilotes RX1      | Championnat équipes RX1      | Championnat équipes RX1      | RX2e                |
| 2021   | Johan Kristoffersson         | EKS KYB Team JC               | Audi S1 RX                   | Team Hansen World RX Team    | Peugeot 208 WRX              | Guillaume De Ridder |
|        | Championnat pilotes RX1e     | Championnat pilotes RX1e      | Championnat pilotes RX1e     | Championnat équipes RX1e     | Championnat équipes RX1e     |                     |
| 2022   | Johan Kristoffersson         | Kristoffersson Motorsport     | Volkswagen Polo RX1e         | Kristoffersson Motorsport    | Volkswagen Polo RX1e         | Viktor Vranckx      |
| 2023   | Johan Kristoffersson (6)     | Kristoffersson Motorsport     | Volkswagen Polo RX1e         | Kristoffersson Motorsport    | Volkswagen Polo RX1e         | Nils Andersson      |

Les catégories Supercar Euro RX, Super1600 et Touring Car sont classées au Championnat d'Europe de rallycross.

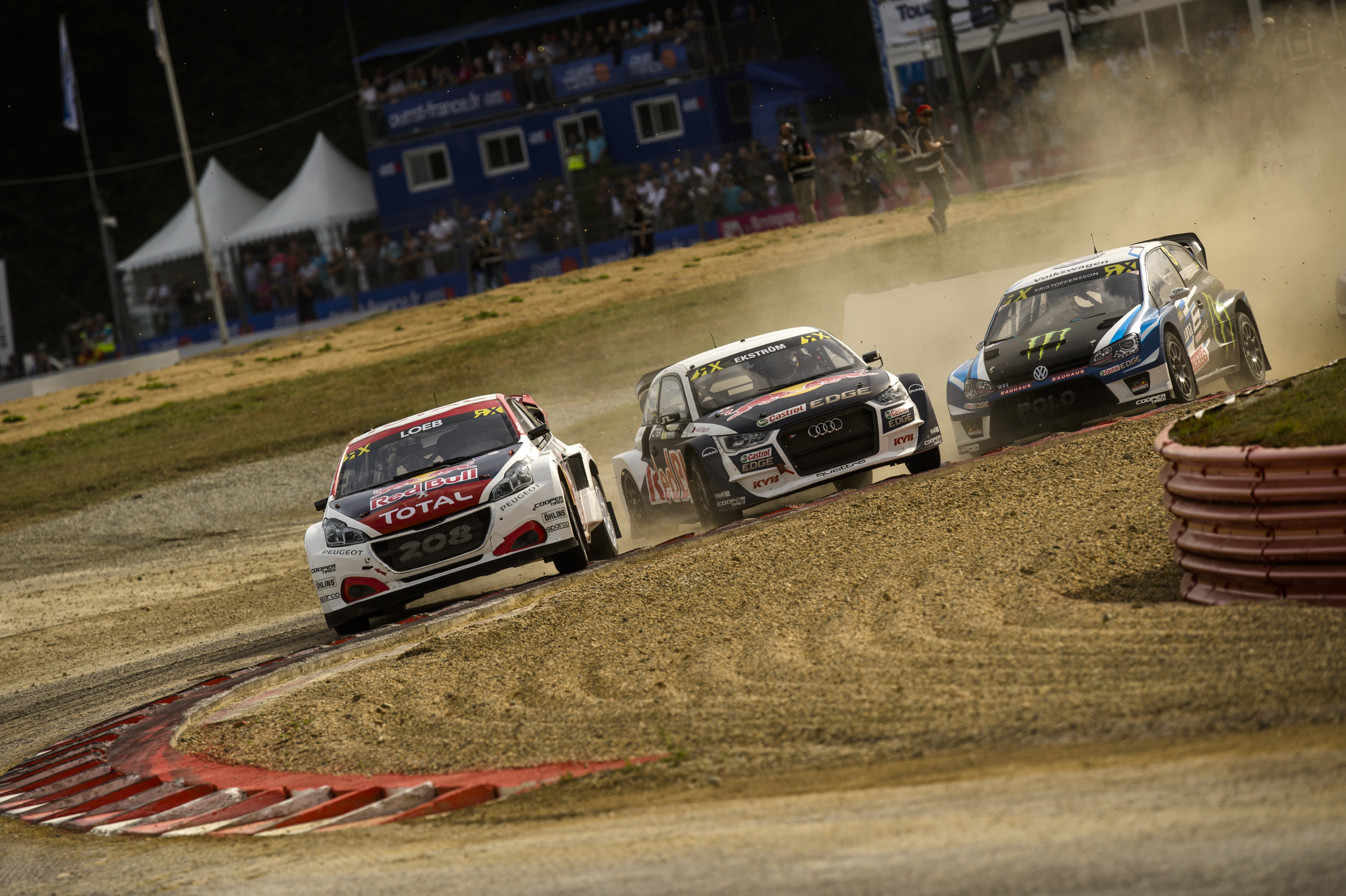
Sébastien Loeb, Mattias Ekström et Johan Kristoffersson en 2017 sur le circuit de Lohéac

### Records de victoires par pilote (2014-2022)
Mise à jour après le 2022 World RX of Latvia
| #  | Pilote               | Nationalité | Victoires |
| 1  | Johan Kristoffersson | Suède       | 35        |
| -  | Timmy Hansen         | Suède       | 13        |
| 2  | Mattias Ekström      | Suède       | 12        |
| 4  | Petter Solberg       | Norvège     | 10        |
| 5  | Andreas Bakkerud     | Norvège     | 7         |
| 6  | Niclas Grönholm      | Finlande    | 6         |
| 7  | Toomas Heikkinen     | Finlande    | 2         |
| -  | Davy Jeanney         | France      | 2         |
| -  | Sebastien Loeb       | France      | 2         |
| -  | Kevin Hansen         | Suède       | 2         |
| 11 | Robin Larsson        | Suède       | 1         |
| -  | Reinis Nitišs        | Lettonie    | 1         |
| -  | Tanner Foust         | États-Unis  | 1         |
| -  | Kevin Eriksson       | Suède       | 1         |
| -  | Timur Timerzyanov    | Russie      | 1         |
| -  | Sebastian Eriksson   | Suède       | 1         |

## Circuits
| Pays                | Épreuve                   | Circuit                            | Nombre d'épreuves | Saison                             |
| ------------------- | ------------------------- | ---------------------------------- | ----------------- | ---------------------------------- |
| Afrique du Sud      | World RX of South Africa  | Killarney International Raceway    | 2                 | 2017–2018                          |
| Allemagne           | World RX of Germany       | Estering                           | 5                 | 2014–2015–2016–2017–2018           |
| Allemagne           | World RX of Germany       | Nürburgring                        | 1                 | 2020                               |
| Allemagne           | World RX of Hockenheim    | Hockenheimring                     | 3                 | 2015–2016–2017                     |
| Argentine           | World RX of Argentina     | Autódromo Rosario                  | 3                 | 2014–2015–2016                     |
| Belgique            | World RX of Belgium       | Circuit Jules Tacheny Mettet       | 5                 | 2014–2015–2016–2017–2018           |
| Belgique            | World RX of Benelux       | Circuit de Spa-Francorchamps       | 2                 | 2019-2020                          |
| Canada              | World RX of Canada        | Circuit Trois-Rivières             | 6                 | 2014–2015–2016–2017–2018-2019      |
| Émirats arabes unis | World RX of Abu Dhabi     | Circuit Yas Marina                 | 1                 | 2019                               |
| Espagne             | World RX of Barcelona     | Circuit de Barcelone               | 6                 | 2015–2016–2017–2018-2019-2020      |
| États-Unis          | World RX of USA           | Circuit des Amériques              | 1                 | 2018                               |
| Finlande            | World RX of Finland       | Tykkimäen Moottorirata             | 3                 | 2014-2020                          |
| France              | World RX of France        | Circuit de Lohéac                  | 6                 | 2014–2015–2016–2017–2018-2019      |
| Italie              | World RX of Italy         | Franciacorta International Circuit | 2                 | 2014–2015                          |
| Lettonie            | World RX of Latvia        | Bikernieki National Sports Base    | 6                 | 2016–2017–2018-2019-2020           |
| Norvège             | World RX of Norway        | Lånkebanen                         | 6                 | 2014–2015–2016–2017–2018-2019      |
| Portugal            | World RX of Portugal      | Pista Automóvel de Montalegre      | 6                 | 2014–2015–2016–2017–2018-2020      |
| Royaume-Uni         | World RX of Great Britain | Lydden Hill Race Circuit           | 4                 | 2014–2015–2016–2017                |
| Royaume-Uni         | World RX of Great Britain | Circuit de Silverstone             | 2                 | 2018-2019                          |
| Suède               | World RX of Sweden        | Höljesbanan                        | 8                 | 2014–2015–2016–2017–2018-2019-2020 |
| Turquie             | World RX of Turkey        | Otodrom Istanbul Park              | 2                 | 2014–2015                          |

## Identité visuelle

Ancien logo.
Logo actuel.